# Paul von Hase (Widerstandskämpfer)

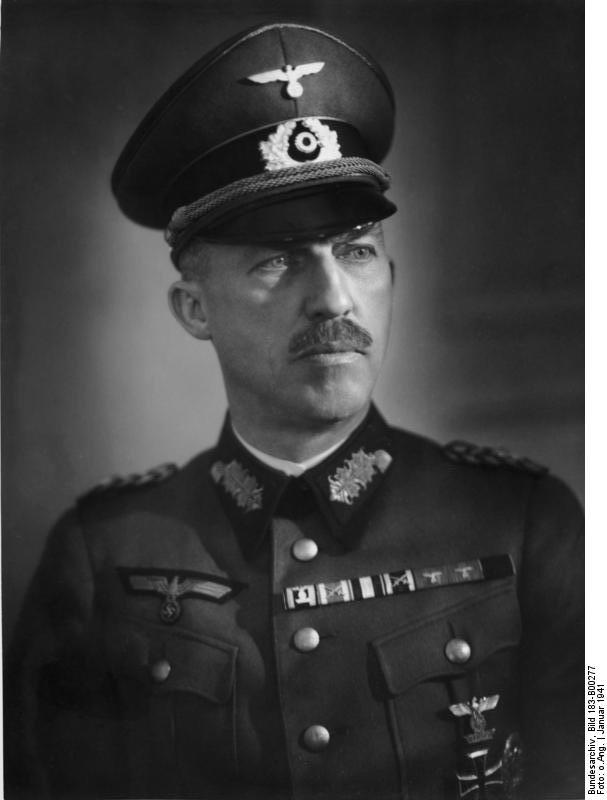
Generalleutnant Paul von Hase (1941)

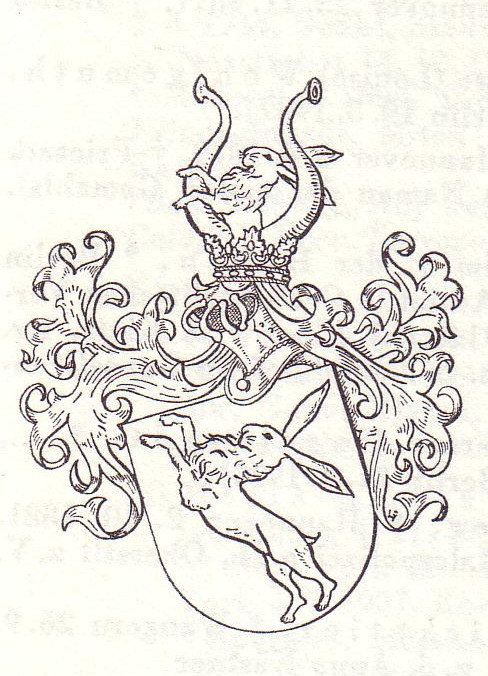
Das Wappen der Familie von Hase (1883)

Karl Paul Immanuel von Hase (* 24. Juli 1885 in Hannover; † 8. August 1944 in Berlin-Plötzensee) war ein deutscher Generalleutnant und Stadtkommandant von Berlin im Zweiten Weltkrieg. Er zählt zu den Widerstandskämpfern beim Attentat vom 20. Juli 1944.

## Familie
Hase war der Sohn des preußischen Oberstabsarztes Paul Erwin von Hase (1840–1918) und der Friederike (Frieda) Sperber (1849–1943) sowie Enkel des 1883 geadelten Theologen und Kirchenhistorikers Karl von Hase (1800–1890). Einer seiner Urgroßväter war der Verleger Gottfried Christoph Härtel (Breitkopf & Härtel), einer seiner Neffen zweiten Grades der Theologe Dietrich Bonhoeffer.
Hase heiratete am 14. Dezember 1921 in Neustrelitz Margarethe Baronesse von Funck (1898–1968), die Tochter des kaiserlich russischen Stabskapitäns Carl Baron von Funck, Kreis-Chef in Friedrichstadt, Mitau und Bauske in Lettland, und der Ella Kassack. Kinder aus dieser Ehe waren Alexander von Hase, Ina Baronin von Medem, Maria-Gisela und Friedrich-Wilhelm von Hase.

## Leben

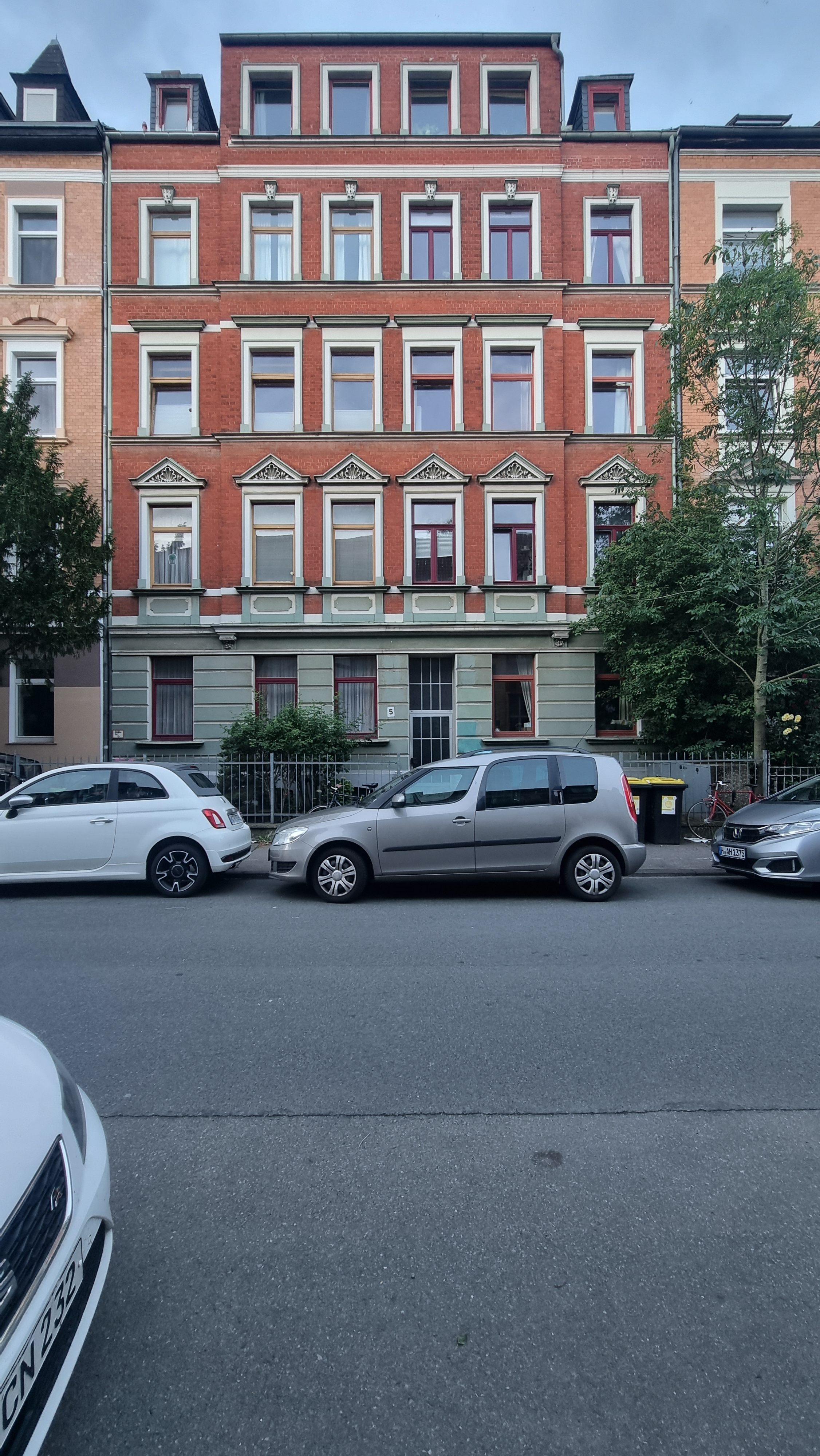
Glockseestraße 5 in Hannover; 1885 Wohnsitz der Familie des Stabsarztes Paul Erwin von Hase und Geburtshaus von Paul von Hase

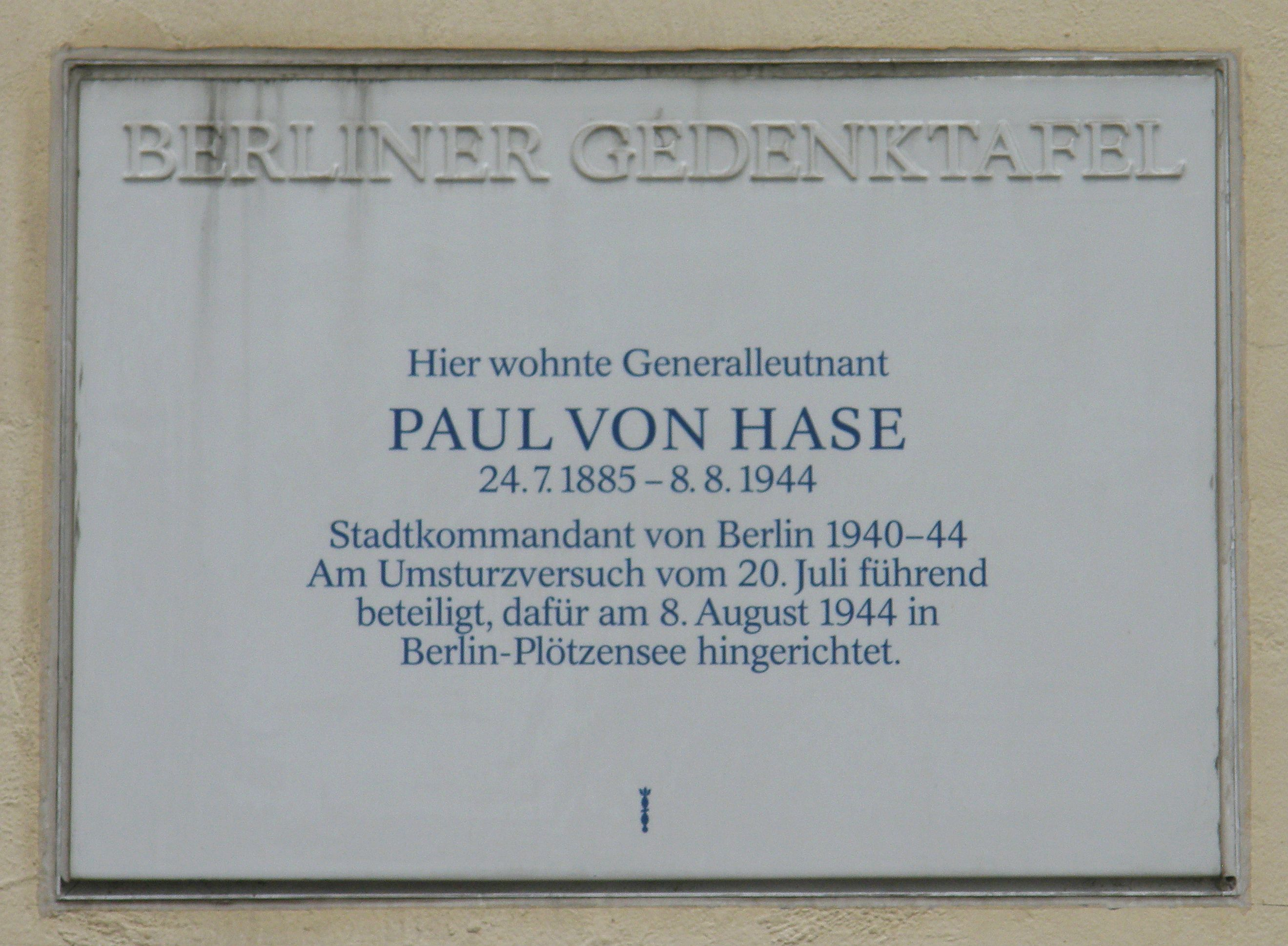
Gedenktafel für von Hase in der Berliner Giesebrechtstraße

Nach dem Abitur am Joachimsthalschen Gymnasium in Berlin 1904 begann er ein Studium der Rechtswissenschaften an der Friedrich-Wilhelms-Universität zu Berlin. Im Jahre 1905 trat von Hase als Einjährig-Freiwilliger in das Kaiser Alexander Garde-Grenadier-Regiment Nr. 1 der Preußischen Armee ein und absolvierte eine Offiziersausbildung, auf die am 27. Januar 1907 die Beförderung zum Leutnant folgte. Im Ersten Weltkrieg absolvierte von Hase mehrere Kommandos als Zugführer und im Generalstab. Bei Kriegsende war er Hauptmann.
In die Reichswehr übernommen, diente Paul von Hase ab Mai 1920 als Kompaniechef im Infanterie-Regiment 51, später im 9. Infanterie-Regiment in Potsdam. Von Oktober 1926 bis zum März 1931 war von Hase Kommandant des Schießplatzes Kummersdorf. Am 1. April 1928 wurde er Major, am 1. Februar 1933 Oberstleutnant. Im Februar 1934 wurde er Kommandeur des II. Bataillons im 5. Infanterie-Regiment. Über ein Kommando im Ausbildungsbataillon des Infanterieregiments Frankfurt (Oder) wurde er am 15. Oktober 1935 als Oberst Kommandeur des Infanterieregiments 50 in Landsberg an der Warthe. Noch in dieser Funktion wurde von Hase am 1. April 1938 Generalmajor. 1938 wurde er, bisher immer als Kommandeur infanteristischer Einheiten eingesetzt, Artilleriekommandeur 3 in Guben.
Zu Beginn des Zweiten Weltkriegs wurde er damit beauftragt, die 46. Infanterie-Division aufzustellen und zu führen. Er nahm mit der Division am Westfeldzug teil. Das Kommando hatte er bis zum 24. Juli 1940 inne, woraufhin er die 56. Infanterie-Division übernahm. Sein letztes Truppenkommando gab er am 25. November 1940 ab und wurde an diesem Tag Stadtkommandant von Berlin mit Dienstsitz im Kommandantenhaus Unter den Linden. Am 12. Dezember 1940 schrieb Propagandaminister Joseph Goebbels über von Hase in sein Tagebuch, er sei „ein vorzüglicher Offizier, der sehr positiv zur Partei steht. Mit ihm werden wir arbeiten können.“

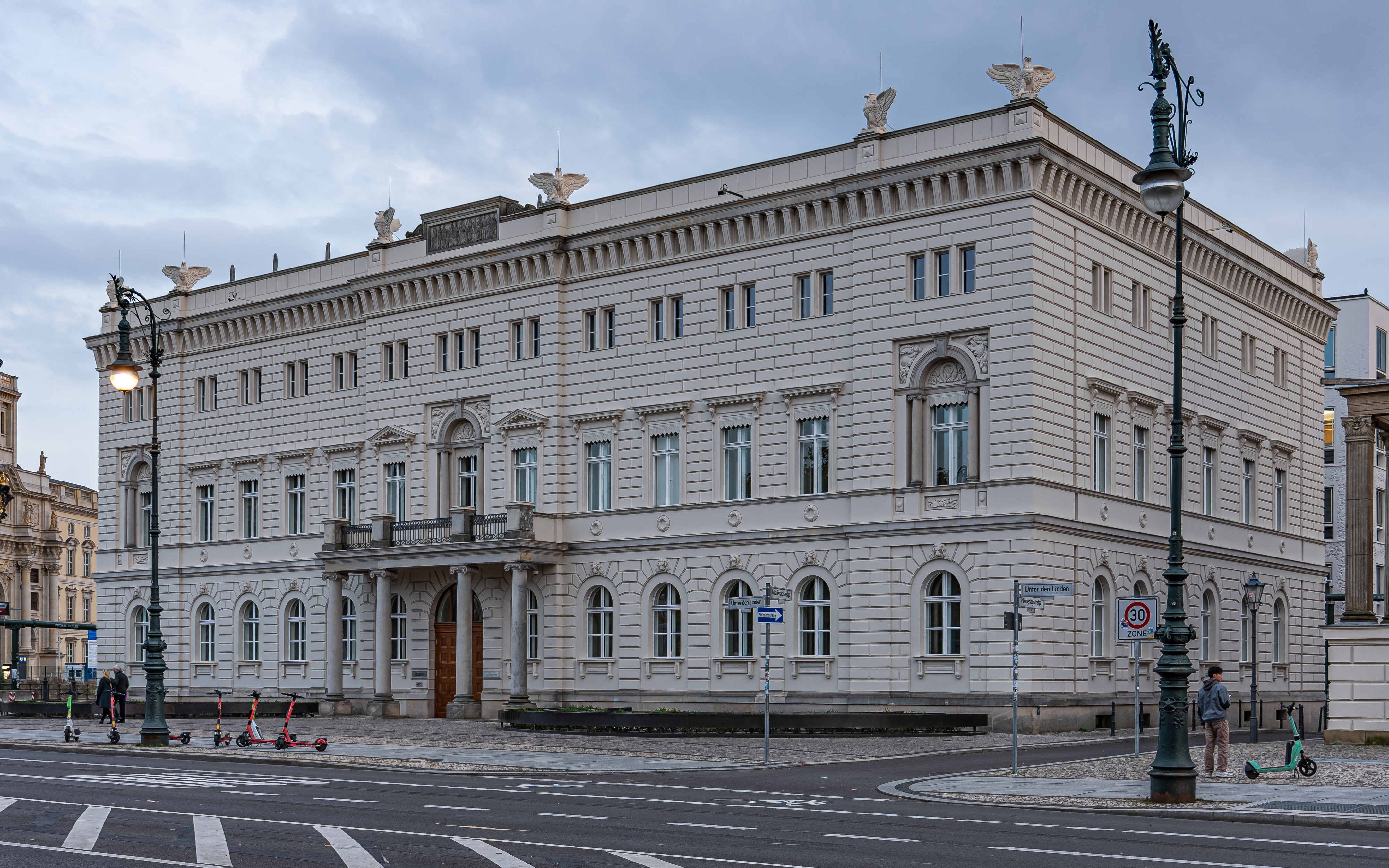
Rekonstruierte Berliner Stadtkommandantur, heute Hauptstadtrepräsentanz der Bertelsmann AG

Ab 1938 war Generalmajor von Hase in die Verschwörungspläne des Offizierskorps eingeweiht, an denen Männer wie Wilhelm Canaris, Hans Oster, die Generale Erwin von Witzleben, Franz Halder und Erich Hoepner arbeiteten.
Am 20. Juli 1944 ließ von Hase das Regierungsviertel in Berlin abriegeln. Nach dem misslungenen Attentat und Umsturzversuch wurde er noch am Abend des 20. Juli verhaftet. In einem Prozess gegen einen Teil der Verschwörer wurde er am 8. August 1944 vom Volksgerichtshof zum Tode verurteilt und in Plötzensee auf ausdrücklichen Befehl Hitlers durch Erhängen hingerichtet.

## Auszeichnungen
- Eisernes Kreuz (1914) II. und I. Klasse[5]
- Verwundetenabzeichen (1918) in Schwarz[5]
- Ritterkreuz I. Klasse des Albrechts-Ordens mit Schwertern[5]
- Hanseatenkreuz Hamburg[5]
- Spange zum Eisernen Kreuz II. und I. Klasse
- Deutsches Kreuz in Silber am 30. Dezember 1943[6]

## Posthume Ehrung
Am 14. Juli 1945 wurde ihm zu Ehren die Theodor-Casella-Straße in Düsseldorf in Paul-von-Hase-Straße umbenannt.